# Curino
Curino est une commune italienne de moins de 1 000 habitants, située dans la province de Biella, dans la région Piémont, dans le nord-ouest de l'Italie.

## Administration
| Période                                  | Période  | Identité            | Étiquette | Qualité |
| ---------------------------------------- | -------- | ------------------- | --------- | ------- |
| 14 juin 2004                             | En cours | Sebastiano D'Agosta |           |         |
| Les données manquantes sont à compléter. |          |                     |           |         |

### Hameaux
La mairie se trouve dans le hameau de San Martino
Curino ne désigne pas une agglomération en tant que telle, mais plutôt un territoire regroupant des hameaux (frazioni) eux-mêmes subdivisés en sous-hameaux (Cantoni).
Il y a quatre hameaux principaux avec des sous-hameaux : San Martino - Santa Maria - San Nicolao - San Bononio (pour ce dernier voir Saint Bononius).
Montangero est, par exemple, un «Cantone» du hameau de San Martino

### Communes limitrophes
Brusnengo, Casapinta, Crevacuore, Masserano, Mezzana Mortigliengo, Pray, Roasio, Soprana, Sostegno, Trivero, Villa del Bosco